# リンスピード・バンブー
リンスピード・バンブー (Rinspeed Bamboo) は2011年に発表されたコンセプトカーである。

## 概要
バンブーは2011年のジュネーブモーターショーで発表された電気自動車で、リンスピードの創業33周年を記念したモデル。
車名に表れているように、インテリアは竹から作った繊維を主に採用している。ゴルフカートのようなデザインで、ルーフは着脱式。4シーターで、後部には折り畳み自転車を積載することができる。
ボディカラーはベージュと赤のツートン。インテリアはポップアーティストのジェームズ・リジィによるもので、ピンクのシートにはドライブを楽しむ男女が描かれている。また、無数のキャラクターが描かれたシート素材を使用している。
ダッシュボードはシンプルなデザインで、メーターを表示する液晶パネルとナビゲーションを装備。サイドには花形のスピーカーが搭載されているのも特徴。
モーターの最高出力は73PSで、最高速度は120km/h。リチウムイオンバッテリーを搭載しており、航続距離は105km。

## 参照
1. ↑   https://www.asahi.com/car/gallery/110311italy/geneva35.html
2. ↑   https://response.jp/article/2010/12/02/148818.html
3. ↑   https://response.jp/article/2011/03/07/152854.html